# مارك ميليغان

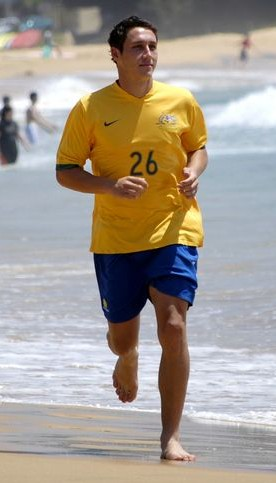
مارك ميليغان

مارك ميليغان (بالإنجليزية: Mark Milligan)‏، من مواليد 4 أغسطس 1985 في سيدني في أستراليا، لاعب كرة قدم أسترالي .
بدأ مسيرته الكروية مع نادي باراماتا إيغلز في موسم 2001/2002، ولعب معهم مباراتين، وفي عام 2002 انتقل إلى نادي إيه أي أس، وفي عام 2002 انتقل إلى نادي نورثن سبيرت، ولعب معهم حتى عام 2004، وشارك معهم في 16 مباراة وسجل هدف واحد، وفي موسم 2004/2005 انتقل إلى نادي بلاكتاون سيتي ديمونز، ولعب معهم 9 مباريات وسجل 5 أهداف، ومنذ عام 2005 وهو يلعب مع نادي سيدني و انتقل إلى نادي بني ياس الإماراتي عام 2015 و لعب معهم موسمين .
و قد بدأ باللعب مع منتخب أستراليا لكرة القدم في عام 2006.

## روابط خارجية
- مارك ميليغان على موقع الاتحاد الدولي (مؤرشف)  (الإنجليزية)
- مارك ميليغان على موقع رابطة كرة القدم اليابانية للمحترفين (اليابانية)
- مارك ميليغان على موقع قاعدة بيانات كرة القدم.إي يو (الإنجليزية)
- مارك ميليغان على موقع ناشيونال فوتبول تيمز (الإنجليزية)
- مارك ميليغان على موقع Soccerway.com (الإنجليزية)
- مارك ميليغان على موقع عالم كرة القدم.نت (الإنجليزية)
- مارك ميليغان على موقع كووورة
- مارك ميليغان على موقع أوليمبيديا (الإنجليزية)
- مارك ميليغان على موقع اللجنة الأولمبية الأسترالية (الإنجليزية)
- مارك ميليغان على موقع AS.com (الإسبانية)